# Brian McCracken
Brian Moore McCracken (* 13. August 1934 in Cork) ist ein früherer irischer Richter und vormaliger Rechtsanwalt, der von 2002 bis 2006 Richter am Supreme Court der Republik Irland und von 1995 bis 2002 Richter am High Court.

## Leben
Brian McCracken studierte am Trinity College Dublin und nahm anschließend die Ausbildung am King’s Inns auf. 1957 wurde er zur Rechtsanwaltschaft (als Barrister) zugelassen. 1975 wurde er zum Senior Counsel ernannt. 1995 wurde er Richter am High Court. Er war ein Experte auf dem Gebiet des Geistigen Eigentums und des Gewerblichen Rechtsschutzes. 2002 wurde er Richter am Supreme Court. Am 12. Juni 2006 ging er in den Ruhestand.
Die Regierung Bruton richtete unter seiner Leitung 1997 das sog. McCracken-Tribunal ein, um den Verdacht der Bestechlichkeit des früheren Taoiseach Charles Haughey und des früheren Ministers Michael Lowry zu untersuchen.